# César Marcelak
Cesar Marcelak (Mülheim an der Ruhr, 5 gennaio 1913 – Liévin, 17 febbraio 2005) è stato un ciclista su strada belga.
Professionista dal 1939 al 1957 fu campione nazionale nel 1948 nella prova in linea.

## Carriera
Ottenne il suo primo successo da professionista nel 1946, con la vittoria nella Parigi-Arras. vinse poi il Giro del Marocco del 1948, la Parigi-Valenciennes del 1951 e il Grand Prix d'Isbergues del 1952. Lasciò la squadra Mercier alla fine della stagione 1952 per poi tornare alla squadra "Bertin" fino al 1958. In questo periodo vinse il Grand Prix de Denain del 1956. 
Oltre ai suoi successi, vale la pena menzionare due partecipazioni al Tour de France con la squadra "Nord-Est - Ile-de-France" nel 1948 (si classificò secondo nella tappa Bruxelles-Boulogne) e alla squadra "Ouest - Nord" nel 1949 con un ritiro e un'eliminazione come risultato.
Un altro risultato rilevante per la sua carriera fu la vittoria alla Gullegem Koerse del 1952, fu il primo non belga ad aggiudicarsi la corsa.

## Palmarès
- 1946
- Paris-Arras
- Paris-Valenciennes
- Paris-Lens
- 1948

Circuit du Port de Dunkerque
Tourcoing-Dunkerque-Tourcoing
campionati francesi di ciclismo su strada
- 1950

Gand-Bruxelles
- 1951

Gullegem Koerse
- 1950

Circuit du Port de Dunkerque
Circuit de la Vallée de l'Aa
- 1952

Gran Prix d'Isbergues
Gullegem Koerse
- 1955

Circuit du Port de Dunkerque
- 1956

Circuit du Pevele

## Piazzamenti

### Classiche monumento
- Giro delle Fiandre

1948: 22º
1949: 43º
1953: 16º
- Parigi-Roubaix

1949: ritirato
- Liegi-Bastogne-Liegi

1952: ritirato